# Leerlooierij Schotte

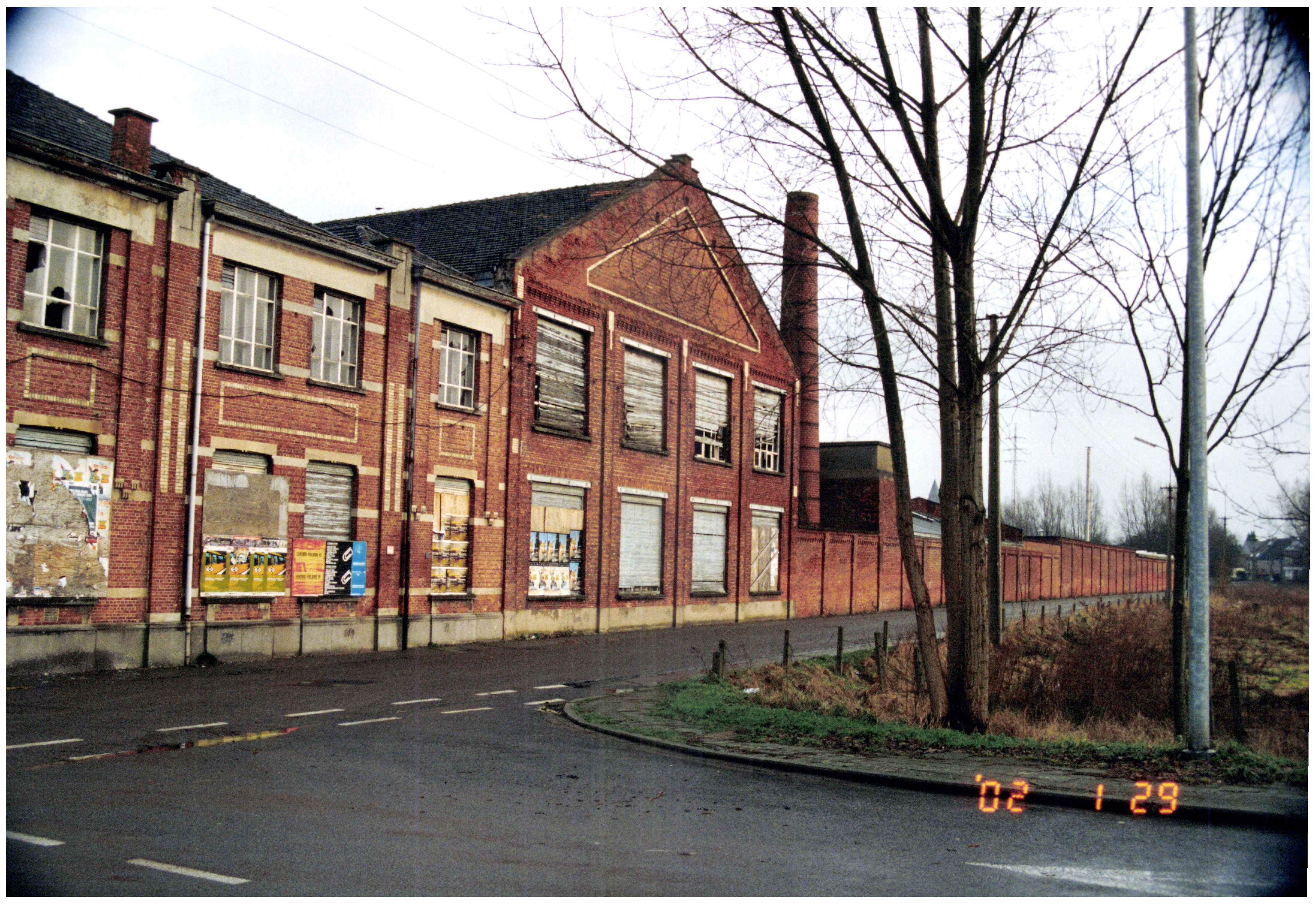
Voormalige Leerlooierij Schotte & Fils

Leerlooierij Schotte is een voormalige leerlooierij die naast de Dender aan de zuidoostelijke rand van het centrum van de stad Aalst (op het grondgebied van de deelgemeente Erembodegem) lag. Het terrein van de voormalige leerlooierij wordt omgeven door het Aalsterse stadspark, de natuurgebieden Osbroek en Gerstjens en de woonkern van Erembodegem. De Dender en de spoorverbinding Aalst-Brussel begrenzen de oostkant van het terrein. De leerlooierij werd opgericht door Pierre-Joseph Schotte in 1870 in de Aalsterse binnenstad en verhuisde naar Erembodegem in de jaren twintig. De looierij was een chroomleerlooierij; huiden van runderen werden er bewerkt tot leder voor producten als handtassen. In 1997 is het bedrijf failliet verklaard; sindsdien stond het vervuilde fabrieksterrein leeg en raakten de gebouwen vervallen. In 2013 is het grootste deel van de oude gebouwen gesloopt voor de bouw van een nieuw sportcomplex dat eind 2016 officieel geopend werd.

## Geschiedenis

### Pierre-Joseph Schotte
De geschiedenis van de leerlooierij begint in 1870 toen Pierre-Joseph Schotte zijn eigen leerlooierij oprichtte. Deze was gevestigd in de binnenstad van Aalst in de huidige Alfred Nichelstraat. Tot 1900 legde Pierre-Joseph zich toe op het vervaardigen van paard-, pink- en tuigleder. De ontwikkeling van chemische looimethodes en de toenemende mechanisering zorgden voor ingrijpende veranderingen in het productieproces van een leerlooierij. Het looien en de bijkomende bewerkingen van leder konden voortaan binnen één bedrijf gebeuren. Toen rond 1900 het looien met chroomzouten werd geïntroduceerd, was Pierre-Joseph een van de eersten om deze nieuwe methode toe te passen. Tevens begon hij met de fabricatie van boxkalf- en chroomlakleder. Hij vond ook een middel om naast zwart ook gekleurd lakleder te vervaardigen. Schotte overvleugelde na een tijd de hele ledernijverheid in het Aalsterse. In 1913 liet Pierre-Joseph zijn zonen Achille en Hippolyte, die hem al enkele jaren hielpen, officieel opnemen in de looierij. De leerlooierij Schotte heette voortaan ‘P.J. Schotte et Fils' en vormde een ‘maatschappij onder gezamenlijke naamsamenstelling'. Het bedrijf floreerde en verkreeg bekendheid zowel in binnen- als buitenland. Zo viel het bedrijf erkenningen te eer op onder andere de Wereldtentoonstelling van 1913 in Gent. De leerlooierij evolueerde zo stilaan naar een exportgericht bedrijf.

### Fabriek in Erembodegem
Door de groei van het klantenbestand werd het toenmalige gebouw waar het bedrijf in gehuisvest was te klein. In 1921 liet Pierre-Joseph Schotte nieuwe fabrieksgebouwen optrekken op een terrein langs de Kapellekensbaan te Erembodegem aan de Dender, omdat de leerlooierij veel water nodig had, en naast de spoorlijn Brussel–Aalst. Het terrein was moerassig en werd daarom voor de bouw volledig opgehoogd met assen en puin. In 1924 maakte Pierre-Joseph de rechten op het bedrijf over aan zijn zoons waarop de PVBA 'Schotte & Fils' veranderde in PVBA 'Schotte Frères'. Door een verdere optimalisering van de machines en de uitbreiding van de fabriek kon Schotte zich sinds de jaren twintig ook toeleggen op de productie van boxkalfsleder en lakleder voor schoenen. Eind jaren twintig werd een commerciële dienst opgericht zodat de commerciële belangen van het bedrijf voortaan professioneel werden behartigd, zowel in het binnenland als in het buitenland. Schotte had in 1935 een veertigtal vertegenwoordigers in het buitenland in dienst (voornamelijk in Nederland, Frankrijk, Engeland en Duitsland; de belangrijkste afzetgebieden voor het leder van Schotte). Om de aanvoer van grondstoffen voor de energievoorziening te verbeteren, diende Schotte in 1933 een aanvraag in bij de NMBS voor een private aansluiting op de spoorlijn Aalst-Brussel. Bij ministerieel besluit werd Schotte gemachtigd voor deze aansluiting.

### Tweede Wereldoorlog
De schade die Schotte had opgelopen tijdens de Tweede Wereldoorlog bleef beperkt tot lichte materiële schade aan de fabrieksgebouwen. Er was wel heel wat materiaal verdwenen door diefstal of opeisingen. De meest opvallende verandering die de leerlooierij onderging tijdens de oorlog was dat Achille Schotte zich terugtrok uit de firma in 1943. Naar aanleiding van dit vertrek werden de naam en de statuten van Schotte aangepast. Paul Schotte, zoon van Hippolyte Schotte, nam de plaats van Achille in en 'Schotte Frères' veranderde in 'H. Schotte et Fils'.

### Na de oorlog
Na de oorlog verloor leerlooierij Schotte op korte tijd twee belangrijke figuren: in 1950 overleed Hippolyte Schotte en in 1955 kwam Paul Schotte om het leven bij een verkeersongeval. Na het overlijden van Paul nam de heer Joseph Wauters de functie van directeur-generaal van de firma over tot aan zijn pensioen in 1971. Hij werd opgevolgd door Guy Vanderhaegen, de neef van Paul Schotte. Bij de aanpassing van de volmachten kreeg echter ook de heer Jan Paduwat (directeur) het recht om ‘de maatschappelijke handtekening van de firma' te hanteren. In de jaren vijftig en zestig ging het goed met leerlooierij Schotte. Tijdens zijn korte beleidsperiode had Paul geprobeerd om een aanzienlijke verjonging van het personeelsbestand door te voeren, naast een aantal moderniseringen. Paul Schotte was op studiereis naar de Verenigde Staten geweest en had daar bijgeleerd zowel op technisch als op werkorganisatorisch vlak. Er werden nieuwe spuitmachines en een speciale ‘lakoven' voor het lakleder aangekocht. Op Expo 58 in Brussel kreeg de Aalsterse leerlooierij een standje zodat zij haar producten kon voorstellen aan binnenlandse en buitenlandse bedrijven. In België had Schotte een duizendtal klanten: Belgische schoenfabrikanten, andere kapitaalkrachtige fabrikanten die grote partijen leder kochten en het Belgische leger. In het buitenland waren Nederland, Duitsland, Frankrijk en Engeland nog steeds de belangrijkste afzetmarkten, maar het bedrijf had ook klanten in Oostenrijk, Noorwegen, Zwitserland, Zweden, Congo, Venezuela, Argentinië en Brazilië.

### Achteruitgang
Rond het midden jaren 60 was leerlooierij Schotte over haar conjuncturele hoogtepunt heen. De omzet van Schottes productie was nog winstgevend, maar de vraag naar lederwaren daalde vanaf de jaren 70 gestaag met als gevolg dat er binnen de fabriek minder werk was en te veel arbeiders. Voor deze economische achteruitgang waren een aantal oorzaken:
- De sterke concurrentie van lagelonenlanden die eveneens hoogwaardig leder produceerden. Geïmporteerd leder uit deze landen werd daarbovenop goedkoper verkocht op de markt.
- Om rendabel te blijven en haar concurrentiepositie te behouden, moest leerlooierij Schotte enkele maatregelen te nemen. Zij konden minder ‘zuivere' huiden aanschaffen en moesten werken met al halfafgewerkte grondstoffen die goedkoper waren. Hierdoor slonken de activiteiten in de basisbewerking van de huiden.
- De veroudering van het machinepark en veranderende modetrends speelden ook een rol. Er werden een aantal nieuwe machines aangekocht wat voor een stabilisering zorgde op korte termijn. De machines konden wel doorgaans door één man bediend worden terwijl hiervoor vroeger tien arbeiders nodig waren.
- Bovendien werd leder afkomstig van schapenhuiden populair voor de fabricatie van schoenen waardoor de vraag naar het rundsleder dat Schotte produceerde terugviel.
- De jaren 70 werden daarbovenop gekenmerkt door de economische crisis die zich ook liet voelen in de leerlooierij. Onder andere de energieprijzen stegen fors en de koopkracht werd uitgehold.
- De meest doorwegende factor was echter de ingrijpende verstrenging van de milieuwetgeving. Lederindustrie is namelijk een zeer vervuilende industrietak. Rond Schotte waren er veel klachten van geur- en lawaaihinder en waterverontreiniging. In 1971 bedroeg het dagelijkse waterverbruik van de leerlooierij zelfs evenveel als het verbruik van heel de stad Aalst. In de jaren 80 werd vastgesteld dat de Dender biologisch dood was door onder andere de lozingen van de verschillende fabrieken die naast de rivier lagen. In de jaren 90 werden strengere milieuwetten aangenomen die alle zwaar vervuilende lozingen verboden. De economische gevolgen voor Schotte waren nefast want zij mochten verschillende productieprocessen niet meer uitvoeren tenzij ze zelf een waterzuiveringsinstallatie bouwden op hun terrein, wat gezien de omstandigheden onbetaalbaar was.

Tijdens de jaren 80 verdwenen dan ook nog vele schoenenfabrieken en lederspeciaalzaken van de markt omdat de kosten te hoog waren geworden. Schotte verloor zo verschillende klanten met een gebrek aan werk tot gevolg. Naast de strengere milieuwetgeving werd Schotte nog met andere problemen geconfronteerd in de jaren 90. Zo was er de afschaffing van de Belgische dienstplicht in 1994. Hierdoor had het leger niet langer massa's legerlaarzen nodig. Ten slotte werd de kredietlijn van Schotte steeds meer afgeslankt door de banken.

### Faillissement
In 1997 werden de deuren gesloten aan de Kapellekensbaan. Op 2 februari 1998 verklaarde de rechtbank van koophandel te Dendermonde Schotte failliet en niet verschoonbaar. Leerlooierij Schotte was 128 jaar bedrijvig geweest in Aalst.

## Herontwikkeling
Als gevolg van de industriële activiteiten van Schotte was de bodem er verontreinigd met zware metalen en was een sanering ervan noodzakelijk. In de gebouwen was eveneens asbest aanwezig. Het terrein werd hierom door de OVAM geclassificeerd als brownfield. De OVAM stelde ambtshalve een bodemsaneringsproject op, waarbij rekening werd gehouden met het herontwikkelingsplan dat door de stad Aalst was goedgekeurd. Er werd een samenwerkingsovereenkomst afgesloten tussen de OVAM en intergemeentelijk samenwerkingsverband SOLVA over het project.
Het merendeel van de oude gebouwen maakte plaats voor een nieuw sportcomplex, genaamd Schotte, dat in december 2016 officieel geopend werd. De markante gebouwen naast de vroegere fabriekspoort werden wel behouden en gerenoveerd, alsook een gedeelte van de befaamde bakstenen muur langsheen De Kapellekensbaan, en de schoorsteen torens waarvan er één omgebouwd werd tot klimtoren.